# A. K. Touray
A. K. Touray († 26. April 2002 in Serekunda-Kololi) war Politiker im westafrikanischen Staat Gambia.

## Politisches Leben
| Parlamentswahl | Stimmen | Stimmanteil |
| -------------- | ------- | ----------- |
| 1982           | 3.193   | 53,91 %     |
| 1987           | 1.807   | 43,13 %     |
| 1992           | 1.701   | 34,42 %     |

Bei den Parlamentswahlen 1982 trat Touray als parteiloser Kandidat im Wahlkreis Sandu an. Er konnte den Wahlkreis, gegen den vorherigen Vertreter des Wahlkreises Musa S. Dabo von der People’s Progressive Party (PPP), für sich gewinnen. Während der Legislaturperiode schloss er sich der National Convention Party (NCP) an. Als Kandidat der NCP trat Touray bei den folgenden Wahlen 1987 an, er unterlag aber dem Kandidaten der PPP, Musa Drammeh. Bei den Wahlen 1992 unterlag Touray erneut gegen Musa Drammeh, als er als Kandidat der People’s Democratic Party (PDP), der er sich im September 1991 anschloss, bei dieser Wahl antrat. Nach dem Putsch von 1994 zog sich Touray in die Vereinigten Staaten zurück und kehrte 2001 nach Gambia zurück und schloss sich der Opposition unter der Führung der United Democratic Party (UDP) an.
Touray starb im April 2002 an Malaria in der Kololi Clinic in Serekunda-Kololi und wurde auf dem Tallinding cemetery in Serekunda-Tallinding beigesetzt.